# Victor-Amédée II
Victor-Amédée II de Savoie (en italien Vittorio Amedeo II et en piémontais Vitòrio Medeo II), dit « le Renard de Savoie »,, né à Turin le 14 mai 1666 et mort au château Moncalieri le 31 octobre 1732, est un prince de Piémont et duc de Savoie de 1675 à 1730, roi de Sicile de 1713 à 1720, puis roi de Sardaigne de 1720 à 1730. Il est le fils du duc Charles-Emmanuel II et de Marie-Jeanne-Baptiste de Savoie.

## Biographie

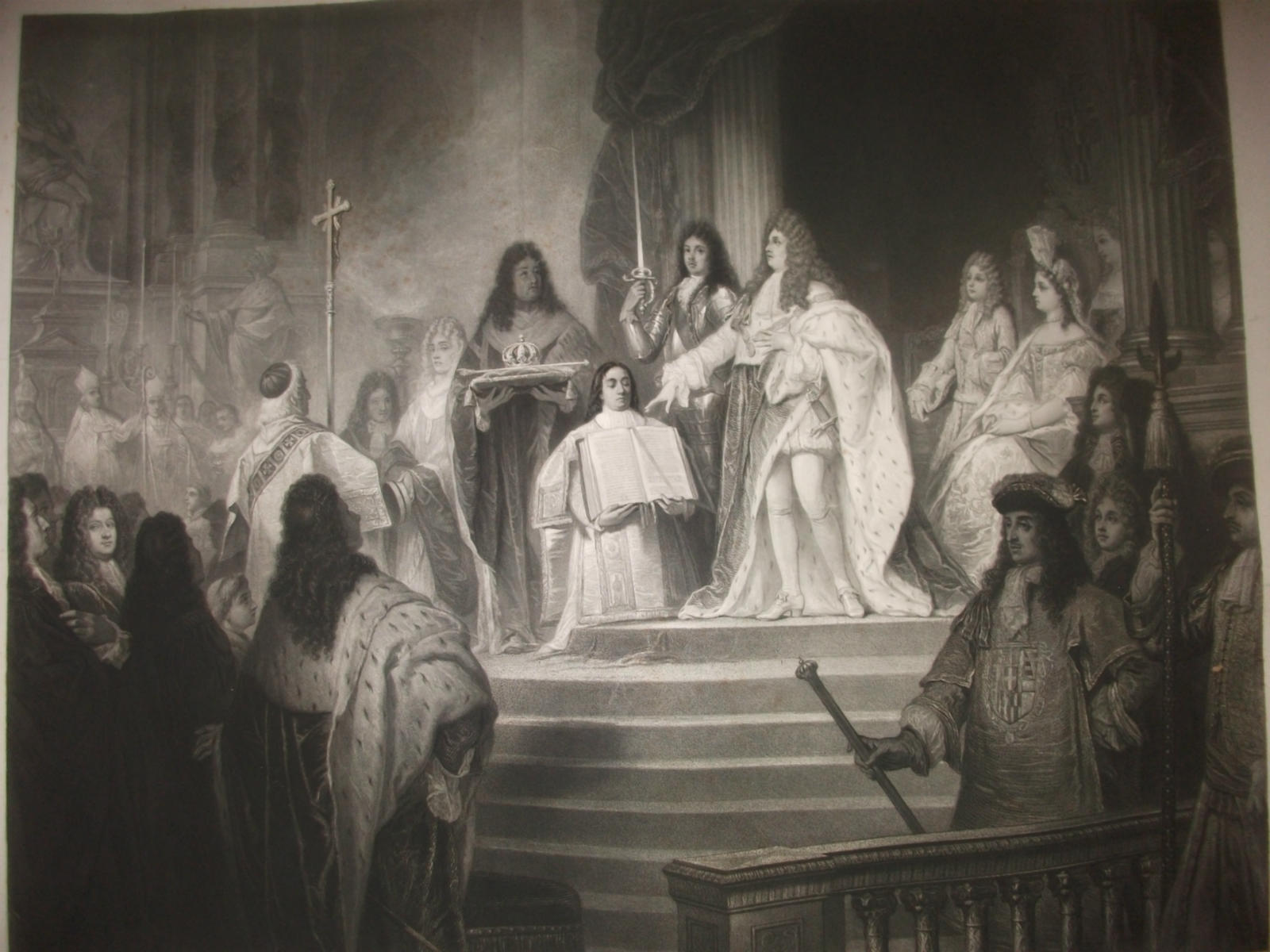
Couronnement du roi Victor-Amédée II.

### Origine
Victor-Amédée nait le 14 mai 1666, à Turin. Il est le fils de Charles-Emmanuel II, duc de Savoie et prince de Piémont, et de son épouse Marie-Jeanne-Baptiste de Savoie. Marie-Jeanne-Baptiste est la dernière représentante (et héritière) de la branche des Genevois-Nemours, duchesse de Genève et d'Aumale.
En avril 1684, il épouse Anne-Marie d'Orléans, fille de Philippe d’Orléans, frère du roi de France Louis XIV,. Elle est également sa cousine. Son père avait épousé en premières noces Françoise-Madeleine d'Orléans (1648-1664), fille de Gaston d’Orléans.

### Règne
Alors que Victor-Amédée succède à son père en 1675, il n'a que 9 ans et le pouvoir est confié à sa mère Marie-Jeanne de Savoie-Nemours. Durant la régence, le duché évolue dans l'orbite de la France. En 1680, en dépit du fait qu'il ait atteint sa majorité, Victor-Amédée reste tenu écarté du pouvoir. L'influence française est matérialisée par la forteresse de Pignerol, poste avancé français en plein territoire savoyard. Les premiers pas de Victor-Amédée se font contre l'orientation francophile de sa mère. Il peut s'appuyer sur une partie de l'aristocratie du duché qui est opposée à la domination française.
Louis XIV pousse à une union avec sa nièce Anne d'Orléans. Le jeune duc n'y est pas opposé voyant dans ce mariage la possibilité d'écarter sa mère du pouvoir. Trois mois après la signature du mariage (janvier 1684), il assume en effet la réalité du pouvoir.
Après la révocation de l'édit de Nantes (1685), Louis XIV fait pression sur lui afin qu'il s'en prenne aux vaudois qui étaient venus de France s'établir en Piémont et qui entretiennent des liens avec les huguenots du Dauphiné. Peu enclin à suivre ses directives, Victor-Amédée est néanmoins contraint de signer, le 16 janvier 1686, un édit mettant fin à la tolérance dont bénéficiaient les vaudois et les fait persécuter.
Afin d'échapper à la tutelle française, il prend part à la Ligue d'Augsbourg contre la France qui envahit ses États. Son objectif est de récupérer les forteresses de Pignerol et de Casale dans le Montferrat. Il est sévèrement battu à la bataille de Staffarda (1690). Les troupes françaises conquièrent la ville de Suse et dévastent la province. Il envahit le Dauphiné en 1692, mais est à nouveau battu à la Marsaille (1693). il doit signer avec Louis XIV une paix séparée en 1696. La France abandonne Pignerol et les territoires conquis. De son côté, Victor-Amédée promet de céder la Savoie à la France si celle-ci soutient ses revendications sur le Milanais à la mort de Charles II. C'est une étape décisive vers une vocation avant tout italienne du duché. Cette paix conclue avec Louis XIV le met au ban des autres États européens. Par deux mariages, il se lie davantage aux Bourbons, celui entre sa fille Marie-Adélaïde et le duc de Bourgogne, petit-fils de Louis XIV et celui entre sa seconde fille Marie-Louise avec Philippe V roi d'Espagne, autre petit-fils du roi de France. 
Allié de la France au début de la guerre de Succession d'Espagne, il se joint à l'Autriche en 1703 à la demande de l'Empereur, mais la plupart de ses États sont occupés par le duc de Vendôme. Une lettre de Louis XIV à Victor-Amédée atteste leurs relations tumultueuses : « Monsieur, puisque la religion, l'honneur, l'intérêt, l'alliance et votre propre signature ne sont rien entre nous, j'envoie mon cousin le duc de Vendôme à la tête de mes armées pour vous expliquer mes intentions. Il ne vous laissera que 24 heures pour vous déterminer ».
Victor-Amédée répond à Louis XIV : « Sire, les menaces ne m'épouvantent point. Je prendrai les mesures qui me conviendront le mieux relativement à l'indigne procédé dont on a usé envers mes troupes. Je n'ai que faire de mieux m'expliquer et ne veux entendre aucune proposition ».

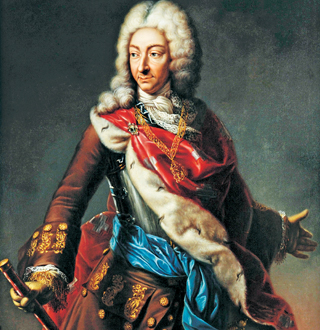
Victor-Amédée II.

En 1706, aidé par son cousin Eugène de Savoie, il détruit l'armée française qui avait mis le siège devant Turin, il libère le Piémont. Il envahit le Dauphiné et la Provence , mais cette invasion restera sans lendemain. En juillet 1707,  il attaque Toulon, bloqué par les Anglais ; la flotte française se saborde mais, le 23 août, les Savoisiens lèvent leur siège. Une nouvelle défaite fait perdre la Savoie à Victor-Amédée. Momentanément brouillé avec l'Autriche en 1709 à qui il reproche de ne pas l'avoir soutenu contre les Français, il garde sa neutralité jusqu'aux traités d'Utrecht (1713) où il finit par faire libérer son duché de Savoie momentanément occupé par l'armée française, recevant de surcroît une partie du Milanais et le royaume de Sicile, ainsi que la titulature royale. Cette île étant trop éloignée pour qu'il puisse la défendre, il doit l'échanger en 1720 avec l'empereur Charles VI contre le royaume de Sardaigne. Durant les négociations du traité de paix, il bénéficie du soutien diplomatique des Anglais qui comptent sur un royaume de Piémont renforcé pour contrebalancer les puissances françaises et autrichiennes en plein essor. 
Sous son règne, la Sardaigne connaîtra un gouvernement de type absolu, comme ce fut le cas pour beaucoup de pays d'Europe à cette époque. Victor-Amédée adopte un moment les théories gallicanes développées dans la Déclaration des Quatre articles rédigée par Bossuet en 1682, selon lesquelles le pape n'a qu'une autorité spirituelle et ne peut ni juger les rois, ni les déposer. Cette Déclaration est enseignée dans les séminaires des États de Savoie jusqu'à leur condamnation par la papauté.
Par sa politique de retournement d'alliances, Victor-Amédée II est parvenu à renforcer et agrandir ses États. Il ceint la couronne royale et compte parmi les souverains européens. Le Milanais, qui a été donné à l'empereur Charles VI, lui échappe néanmoins.

Abdication de Victor-Amedee II Roy de Sardaigne, en faveur du prince Charles-Emmanuel, son fils

Il abdique en faveur de son fils le 3 septembre 1730, se retire au château de Chambéry. Déçu par le début de règne de son fils, il tente de reprendre la couronne. Son fils Charles-Emmanuel III, qu'il rencontre à Rivoli en 1731, l'assigne à résidence au château de Moncalieri, où il meurt en 1732. Il est inhumé en la basilique de Superga, à Turin.

## Arts
Victor-Amédée II a laissé une empreinte importante dans l'architecture de Turin. En 1714, il recrute l'architecte Filippo Juvarra, à qui l'on doit notamment la construction de la basilique de Superga (achevée en 1731) et celle du pavillon de chasse de Stupinigi (1729 à 1731), ainsi que la façade du palais Madame.

## Famille

### Mariage et enfants
Il épouse en premières noces à Chambéry, le 6 mai 1684, Anne-Marie d'Orléans (1669-1728), fille de Philippe de France, duc d'Orléans et d'Henriette d'Angleterre. Ils ont :
- Marie-Adélaïde (1685-1712), mariée en 1697 à Louis de France (1682-1712), duc de Bourgogne puis  dauphin de France, mère de Louis XV.
- Marie-Anne (1687-1690)
- Marie-Louise-Gabrielle (1688-1714), mariée en 1701 à Philippe de France (1683-1746), roi d'Espagne
- un enfant né et mort en 1691
- un enfant né et mort en 1697
- Victor-Amédée (1699-1715), prince de Piémont
- Charles-Emmanuel III (1701-1773), roi de Sardaigne, duc de Savoie et prince de Piémont, marié…
  - en 1722 à Anne-Christine de Palatinat-Soulzbach (1704-1723),
  - en 1725 à Polyxène de Hesse-Rheinfels-Rotenburg (1706-1735),
  - en 1737 à Élisabeth-Thérèse de Lorraine (1711-1741)
- Emmanuel-Philibert (1705-1705), duc de Chablais

Veuf en 1728, Victor-Amédée se remarie morganatiquement à Turin le 2 août 1730 avec Anne Charlotte de Cumiane (en) (1679-1769), ensuite marquise de Spigno (1731), fille de Francesco Maurizio Canalis, Conte e Signore di Cumiana, par Monica Francesca San Martino d'Aglié dei Marchesi di San Germano. Ils n'ont pas d'enfants.
Victor-Amédée II eut également une liaison de plus d'une dizaine d'années avec la jeune Jeanne-Baptiste d'Albert de Luynes (1670-1736), fille de Louis-Charles d'Albert, duc de Luynes, et d'Anne de Rohan-Montbazon, et épouse de Joseph Scaglia (mort en 1704), comte de Verua (trame du film La Putain du roi ). Deux enfants furent légitimés et titrés le 14 mai 1701 malgré l'évasion rocambolesque de leur mère vers la France à la fin de l'année 1700 :
- Marie-Anne-France-Victoire (1690-1766), mademoiselle de Suze, mariée en 1714 avec Victor-Amédée de Savoie (1690-1741), prince de Carignan, cousin issue de germain de son père.
- Victor Amédée François Philippe (en) (1694-1762), marquis de Suze.

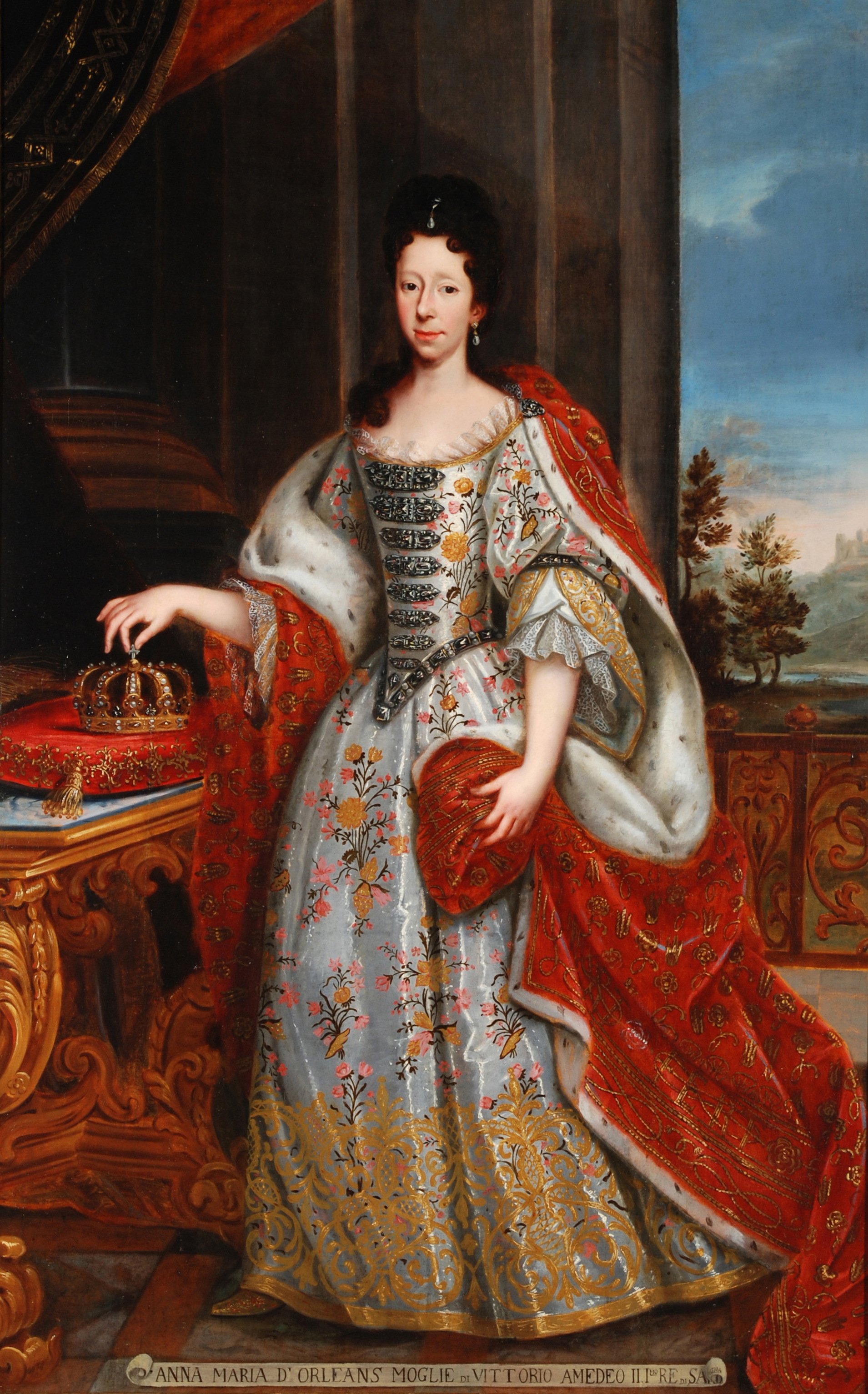
Anne-Marie d'Orléans.
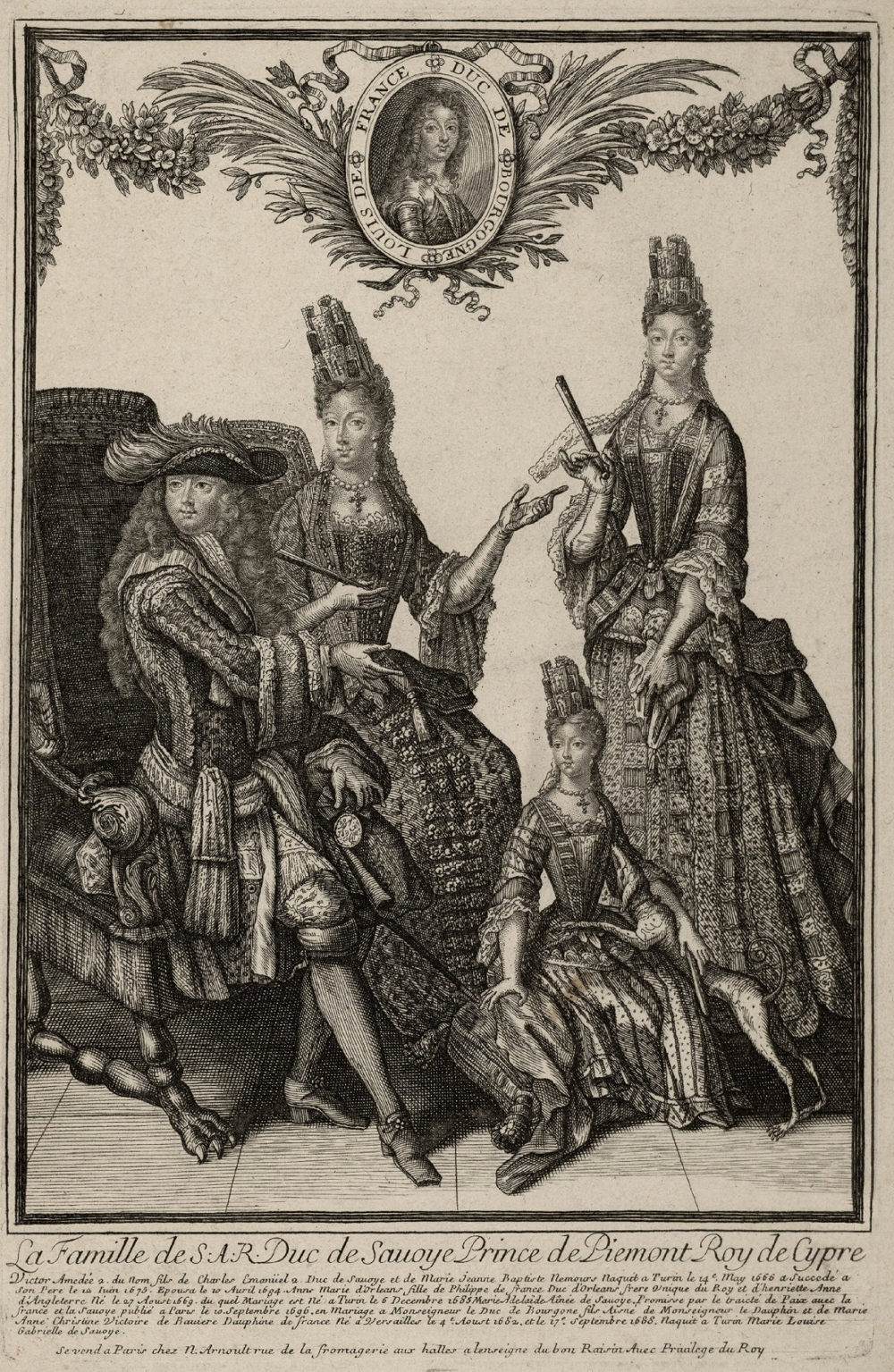
La Famille royale de Savoie en 1697